# 36426 Kakuda
Kakuda (asteroide 36426) é um asteroide da cintura principal. Possui uma excentricidade de 0.18653230 e uma inclinação de 1.69382º.
Este asteroide foi descoberto no dia 5 de agosto de 2000 por BATTeRS em Bisei SG Center.